# Thinking of You (Status Quo)
Thinking of You è una canzone della rock band inglese Status Quo, pubblicata come singolo nel dicembre 2004.

## La canzone
Viene registrato appositamente per essere incluso quale inedito nella raccolta XS All Areas. La single version è distinta da toni leggermente più potenti ed incisivi.
Il singolo va al n. 21 nelle charts britanniche.

## Tracce
1. Thinking of You (Radio Mix) - 3:38 - (Rossi/Young)
2. Mystery Medley (Live at Montreux Jazz Festival))("Mystery Song/Railroad/Most of the Time/Wild Side of Life/Rollin' Home/Again and Again/Slow Train") - 10:18 - (autori vari)
3. Trevor Dann Interview' - 4:52

## Formazione
- Francis Rossi (chitarra solista, voce)
- Rick Parfitt (chitarra ritmica, voce)
- Andy Bown (tastiere, chitarra, armonica a bocca, cori)
- John 'Rhino' Edwards (basso, voce)
- Matt Letley (percussioni)

## British singles chart
| Posizione | 21 | 50 | 73 | uscito |